# Jeanne Bieruma Oosting

Selbstporträt, 1932

Adriana Johanna Wilhelmina (Jeanne) Bieruma Oosting (* 5. Februar 1898 in Leeuwarden; † 14. Juli 1994 in Almen) war eine niederländische Malerin, Grafikerin und Lithografin.

## Leben
Jeanne Oosting wurde in Leeuwarden als Tochter einer angesehenen friesischen Familie geboren. Ihren ersten Malunterricht erhielt sie im Alter von 16 Jahren, vier Jahre später nahm sie Unterricht bei Paul Bodifée um Naturstudien zu betreiben. Sie besuchte ein Mädcheninternat in Bloemendaal, wo sie das Aquarellzeichnen bei Frits Grabijn lernte. Anschließend besuchte sie einen Kurs an der Kunstgewerbeschule in Haarlem. Dann ging sie nach Den Haag, um Unterricht bei Albert Roelofs, Sohn des Haager Malers Willem Roelofs, und ein Jahr später bei Willem van Konijnenburg zu nehmen.
Auf Anregung der Bildhauerin Charlotte van Pallandt reiste sie 1929 nach Paris, wo sie insgesamt elf Jahre verbrachte. Dort traf sie auf Conrad Kickert, Wim Oepts, Mena Loopuyt und Gerard Hordijk. Sie nahm vorübergehend Unterricht bei André Lhote und Modellzeichnenstunden bei Mariette Lydis. Für ihre spätere grafische Arbeit war auch der Besuch des Ateliers von Stanley William Hayter in Montparnasse ausschlaggebend, in dem sie alles über Radierung und alle möglichen neuen Drucktechniken lernte. Der nahende Krieg zwang sie im Frühjahr 1940, Paris zu verlassen. Sie zog vorübergehend nach Südfrankreich, schaffte es dann aber, in die Niederlande zurückzukehren, wo sie sich in Amsterdam niederließ. Sie lebte bis 1944 dort, floh dann aber vor dem Hungerwinter und zog vorübergehend nach Lauswolt. Nach dem Krieg bezog sie ein Gebäude an der Herengracht, das sie 1960 verlassen musste. In Amsterdam kaufte sie 1968 ein Gebäude mit Blick auf den Oosterpark, dort malte sie bis in die 1990er Jahre die unmittelbare Umgebung, die Blumen, Gegenstände aus ihrem Haus, den großen Garten in Almen, vor allem aber den Oosterpark selbst, welchen sie durch ihr Fenster sehen konnte.

## Werke

Werke
Jeanne Bieruma Oosting – Gelbe Blätter, 1972
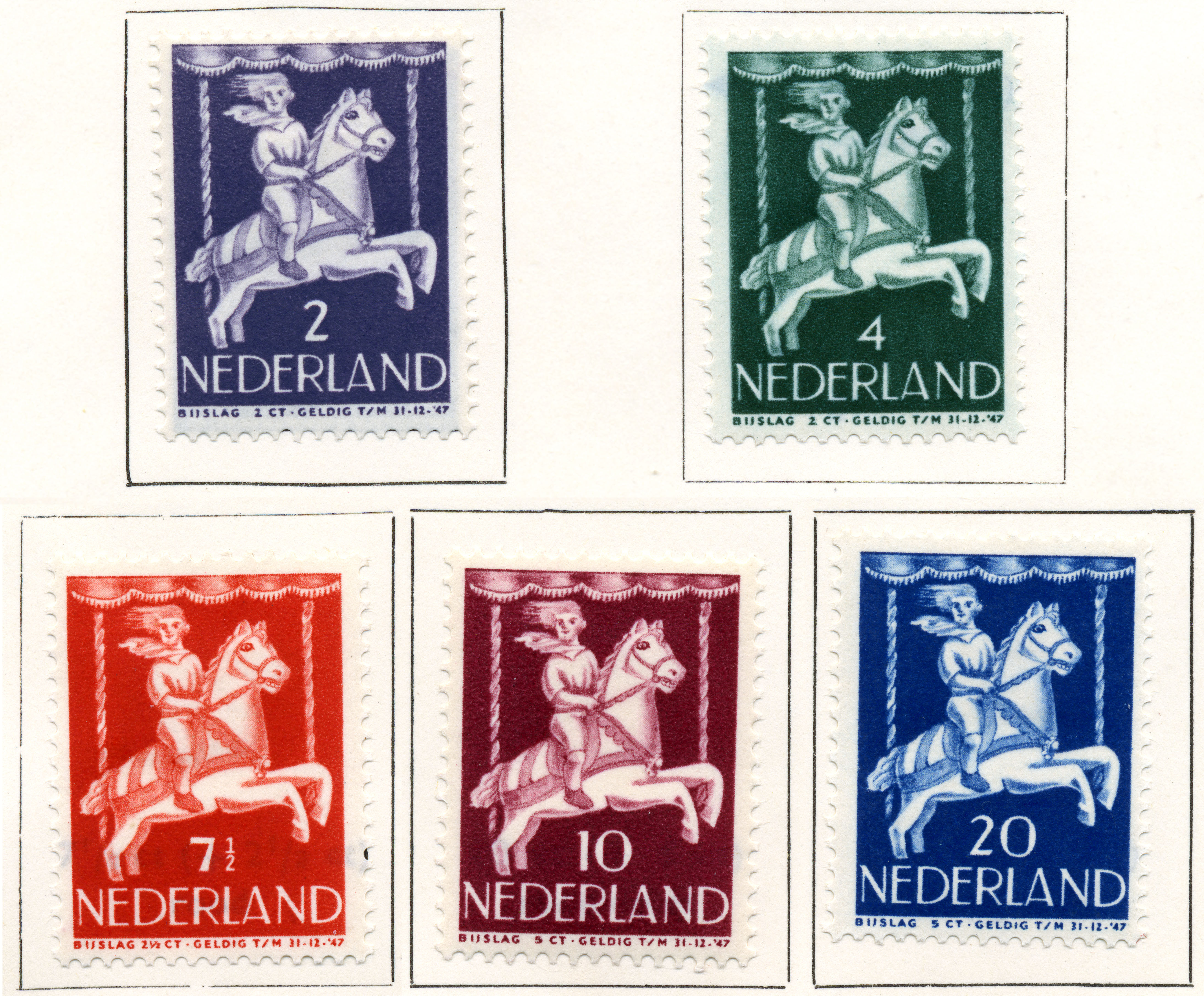
Jeanne Bieruma Oosting – Kind zu Pferde auf Karussell, 1946 (späteres Postwertzeichen)
Jeanne Bieruma Oosting – Porträt von Marie Anne Tellegen, 1973

## Mitgliedschaften
- 1927: Nederlandsche Vereeniging voor Ambachts- en Nijverheidskunst
- 1945: Hollandse Aquarellisten Kring
- 1955: Arti et Amicitiae
- Sint Lucas
- Vereeniging tot Bevordering der Grafische Kunsten “De Grafische”

## Auszeichnungen und Ehrungen (Auswahl)
- 1937: Bronze-Medaille Weltfachausstellung Paris
- 1943: Friesland–Preis
- Orden von Oranien-Nassau